# Purzyce-Trojany
Purzyce-Trojany – wieś sołecka w Polsce położona w województwie mazowieckim, w powiecie ciechanowskim, w gminie Grudusk.
| SIMC    | Nazwa              | Rodzaj    |
| ------- | ------------------ | --------- |
| 0115750 | Borzuchowo-Daćbogi | część wsi |
| 0115743 | Purzyce-Pomiany    | część wsi |

W latach 1975–1998 miejscowość administracyjnie należała do województwa ciechanowskiego.